# سیارک ۱۲۵۹۵
سیارک ۱۲۵۹۵ (به انگلیسی: 12595 Amandashaw، نامگذاری:1999RD149) دوازده هزار و پانصد و نود و پنجمین سیارک کشف شده‌است که در ۹ سپتامبر ۱۹۹۹ کشف شد.
قدر مطلق سیارک برابر ۱۳.۵ است.